# Jaume Marquès i Casanovas
Jaume Marquès i Casanovas (Sant Martí Vell, Madremanya, el Gironès, 24 de juliol de 1906 - Girona, 11 de setembre de 1992) va ser un eclesiàstic, historiador, cronista, professor i arxiver català.
És ordenat prevere el 1929, llicenciant-se i doctorant-se per la Universitat Pontifícia de Tarragona, en Dret Canònic, el 1930. Esdevé vicari de Fornells de la Selva i després vicari de Llagostera. El 1933 entra a la Casa Missió de Banyoles. El 1938 esdevé Ecònom de Paredes de Escalona, al bisbat de Toledo. El 1939 es reincorpora a la Casa Missió de Banyoles. I aquest mateix any esdevé Ecònom de Vilabertran i membre de la Comissió Diocesana de Liturgia i Art Sagrat. I l'any següent, el 1940, Fiscal del Tribunal Eclesiàstic de Girona i jutge pro-sinodal. El 1947 exerceix com a professor al seminari de Girona, i esdevé canonge de la Catedral de Girona, Secretari capitular i arxiver de la Seu de Girona. El 1948 es converteix en el director-conservador del Museu Diocesà de Girona o Museu d'Art de Girona, càrrec que ocuparà fins al 1974. El 1979 esdevé cronista oficial de la ciutat de Girona. És coautor d'un diccionari espanyol-llatí i llatí-espanyol i de nombrosos treballs de divulgació històrica amb notícies d'arxiu publicats en les revistes Annals de l'Institut d'Estudis Gironins, Revista de Girona, Sefarad, etc., i també en els congressos d'història de la Corona d'Aragó. És autor de més de quaranta llibres sobre pobles, esglésies i monuments de les terres gironines.

## Publicacions
Algunes de les seves obres són:
- Guía del Museo Diocesano de Gerona (1955)
- Romiatge espiritual a la Mare de Déu del Remei de Castell d'Empordà (1960)
- Le Cloître de la Cathédrale de Gerone (1963)
- Santa María de Castelló de Ampurias (1972)
- El santuari dels Àngels (1979)
- Girona vella (1979)
- Indrets de Girona (1981)
- Massanet de la Selva (1983)
- Casals de Girona (1984)
- Els vitralls de la catedral de Girona (1987)
- Canet d'Adri (1988)
- Catálogo monumental de la provincia de Gerona, en col·laboració amb Josep Maria Corominas Planellas, del qual aparegueren tres volums dedicats a Banyoles (1967-75), Besalú (1976) i un altre al Baix Empordà (1978).